# SC Magdeburg
Az SC Magdeburg egy német sportklub Magdeburg városában. Az egyesület elsősorban kézilabda csapatával híres.

## A klub sikerei
- Nemzeti bajnok NDK: 10
  - 1970, 1977, 1980, 1981, 1982, 1983, 1984, 1985, 1988, 1991

- Nemzeti bajnok Németország: 2
  - 2001, 2022

- Nemzeti Kupa NDK: 4
  - 1977, 1978, 1984, 1990

- Nemzeti Kupa Németország: 1
  - 1996

- Nemzeti Szuperkupa Németország: 2
  - 1996, 2001

- EHF Bajnokok Ligája: 5
  - 1978, 1981, 2002, 2023, 2025[1]

- EHF Kupagyőztesek Európa Kupája Döntős: 2
  - 1977, 1979

- EHF-kupa: 4
  - 1999, 2001, 2007, 2021[2]

- EHF-kupa Döntős: 1
  - 2005

- EHF Klubcsapatok Európa-bajnoksága: 3
  - 1981, 2001, 2002

- EHF Klubcsapatok Európa-bajnoksága Döntős: 2
  - 1999, 2005

- IHF-Super Globe: 2
  - 2021, 2022